# Machilus curranii
Machilus curranii är en lagerväxtart som beskrevs av Elmer Drew Merrill. Machilus curranii ingår i släktet Machilus och familjen lagerväxter. Inga underarter finns listade i Catalogue of Life.